# الانتخابات الرئاسية الأمريكية 2016 في تينيسي
أجريت الانتخابات الرئاسية الأمريكية 2016 في تينيسي في 8 نوفمبر 2016، كجزء من الانتخابات العامة لعام 2016 التي شاركت فيها جميع الولايات الخمسين بالإضافة إلى مقاطعة كولومبيا. اختار المقترعون في ولاية تينيسي الناخبين لتمثيلهم في الكلية الانتخابية من خلال تصويت شعبي فيه مرشح الحزب الجمهوري رجل الأعمال دونالد ترامب ضد مرشحة الحزب الديمقراطي وزيرة الخارجية السابقة هيلاري كلينتون.
في الأول من مارس 2016، في الانتخابات الرئاسية التمهيدية، أعرب ناخبو تينيسي عن تفضيلهم للمرشحين من الحزبين الديمقراطي والجمهوري للرئيس. ولم يصوت الأعضاء المسجلون في كل حزب إلا في الانتخابات الأولية للحزب، بينما اختار الناخبون غير المنتسبين أي انتخابات أولية واحدة للتصويت فيها.
فاز دونالد ترامب في الانتخابات بتينيسي التي تلقب ولاية المتطوع بنسبة 60،7% في المائة من الأصوات. كما حصلت هيلاري كلينتون على 34،7% من الأصوات. يعد هذا أكبر هامش في الفوز لمرشح رئاسى لاى من الحزبين منذ عام 1972 مع ريتشارد نيكسون، وأيضا لأول مرة منذ ذلك الحين، حصل أي من الحزبين على أكثر من 60% من الأصوات في تينيسي.
وكانت ولاية تينيسي واحدة من إحدى عشرة ولاية فاز بها بيل كلينتون في عامي 1992 و1996، وخسرتها هيلاري كلينتون.

## وصلات خارجية
- RNC 2016 Republican Nominating Process
- Green papers for 2016 primaries, caucuses, and conventions
- Decision Desk Headquarter Results for Tennessee